# Liste der Äbte von Saint-Dié
Die folgenden Personen waren Äbte der Abtei Saint-Dié (Frankreich):

## Äbte
- 660–679 Heiliger Deodatus
- 679–707 Heiliger Hidulphe
- 707–ca. 750 Marcinan
- Adalbert
- 955 Encherbert